# Langenburg n.º 181
Langenburg n.º 181 es un municipio rural canadiense situado en la provincia de Saskatchewan.

## Superficie
Langenburg n.º 181 tiene una superficie de 656,42 km².

## Demografía
En 2021, tenía 561 habitantes, una densidad poblacional de 0,9 hab./km², y 233 viviendas.